# Guillermo Cosío Sánchez
Guillermo Cosío Sánchez (Ciudad de México; 15 de septiembre de 1958) es un exfutbolista mexicano que jugaba como centrocampista.

## Trayectoria
Empezó a ser profesional en 1976 con el Zacatepec, luego pasó a varios equipos mexicanos, siendo Puebla el último en 1992.

## Selección nacional
Jugó con la selección amateur de México en los Juegos Olímpicos de Montreal 1976 y con la selección sub-20 la Copa Mundial de Túnez 1977.

### Participaciones en Juegos Olímpicos
| Torneo                   | Sede     | Resultado    |
| ------------------------ | -------- | ------------ |
| Juegos Olímpicos de 1976 | Montreal | Primera fase |

### Participaciones en Copas del Mundo
| Mundial                                | Sede  | Resultado  |
| -------------------------------------- | ----- | ---------- |
| Copa Mundial de Fútbol Juvenil de 1977 | Túnez | Subcampeón |

## Clubes
| Club         | País   | Año       |
| ------------ | ------ | --------- |
| Zacatepec    | México | 1976-1977 |
| Cruz Azul    | México | 1977-1978 |
| Atlante      | México | 1978-1979 |
| Coyotes Neza | México | 1979-1985 |
| Puebla       | México | 1985-1986 |
| Coyotes Neza | México | 1986-1987 |
| Puebla       | México | 1987-1992 |

## Palmarés

### Títulos nacionales
| Título               | Equipo | País   | Año     |
| -------------------- | ------ | ------ | ------- |
| Copa México          | Puebla | México | 1987-88 |
| Copa México          | Puebla | México | 1989-90 |
| Primera División     | Puebla | México | 1989-90 |
| Campeón de Campeones | Puebla | México | 1989-90 |

### Títulos internacionales
| Título                           | Equipo (*)     | Sede             | Año  |
| -------------------------------- | -------------- | ---------------- | ---- |
| Juegos Panamericanos             | México amateur | Ciudad de México | 1975 |
| Torneo Sub-20 de la Concacaf     | México sub-20  | San Juan         | 1976 |
| Copa de Campeones de la Concacaf | Puebla         | San Fernando     | 1991 |

(*) Incluyendo la selección.